# Torsten Mattuschka
Torsten „Tusche“ Mattuschka (* 4. Oktober 1980 in Cottbus) ist ein ehemaliger deutscher Fußballspieler und jetziger -Trainer.

## Karriere

### Als Spieler
Der in Cottbus geborene Mattuschka begann im Alter von fünf Jahren beim SV Rot-Weiß Merzdorf mit dem Fußballspielen. Im Alter von sieben Jahren wechselte er 1988 zur BSG Energie, für die er bis 1996 spielte. Mit 15 dann verließ er den Verein und spielte danach in der Saison 1996/97 wieder für Rot-Weiß Merzdorf und ab 1997 für den SV Dissenchen, für den er in 100 Spielen 100 Tore in der Landesklasse erzielte. So wurde Energie erneut auf ihn aufmerksam und verpflichtete ihn im Winter 2002 zunächst für die zweite Männermannschaft. Er kam in der nächsten Saison auch im Profiteam der Cottbuser zu vier Einsätzen in der 1. Bundesliga. Am 31. Spieltag wurde Mattuschka im Heimspiel gegen den Hamburger SV von Trainer Eduard Geyer in der 86. Minute eingewechselt. Auch in den verbleibenden drei Partien lief der Mittelfeldspieler in der höchsten deutschen Spielklasse auf. Am Ende stieg er mit den Lausitzern als Tabellenletzter in die 2. Bundesliga ab. In den folgenden zwei Zweitligajahren spielte Mattuschka zehnmal, stand davon siebenmal in der Anfangsformation und spielte einmal über die vollen 90 Minuten.
Im Sommer 2005 verließ Mattuschka die Cottbuser und wechselte zum 1. FC Union Berlin in die Oberliga Nordost. Mit 25 Einsätzen und acht Toren trug er wesentlich zum Staffelsieg der Berliner und dem damit verbundenen Aufstieg in die Regionalliga bei. In der Folgesaison lief es für ihn nicht so gut und er bestritt nur 17 Spiele ohne Torerfolg. Erst in der Saison 2007/08 entwickelte er sich endgültig zum Leistungsträger für Union, spielte in 34 der 38 Begegnungen und erzielte dabei sieben Treffer. Er qualifizierte sich mit Union für die neue 3. Liga, verpasste aber am letzten Spieltag den Aufstieg in die 2. Bundesliga. Dieser gelang in der folgenden Saison. Mattuschka war einer der Leistungsträger des Vereins und trug maßgeblich in 35 Einsätzen zum Staffelsieg und dem damit verbundenen Aufstieg in die 2. Bundesliga bei. Hier bestritt er in der Saison 2009/10 alle 34 Spiele und war der erfolgreichste Torschütze des Vereins (10 Treffer). Seit der Saison 2010/11 war Torsten Mattuschka der Mannschaftskapitän des Vereins. Außerdem gilt Mattuschka als Publikumsliebling und Identifikationsfigur der Fans, weshalb die Union-Fans 2010 das sogenannte „Torsten Mattuschka“-Lied erfanden, und es bei jedem Tor und Freistößen von ihm anstimmen. Inspiriert wurde dieses Lied vom Owen-Hargreaves-Lied der Manchester-United-Fans, welches auf der Melodie von Can’t Take My Eyes Off You von Frankie Valli basiert. Im Juli 2014 wurde er durch Unions neuen Trainer Norbert Düwel als Kapitän durch Damir Kreilach abgelöst.
Ende August 2014 wurde bekannt, dass Mattuschka nach neun Jahren in Berlin zu Energie Cottbus zurückwechselt. Im Juni 2016, nach dem Abstieg in die Regionalliga Nordost, gab Energie Cottbus bekannt, dass der Verein und Mattuschka sich auf die Aufhebung des Anschlussvertrages verständigt haben. Seit der Spielzeit 2016/17 lief Mattuschka für den Oberliga-Aufsteiger VSG Altglienicke auf. Mit dem Gewinn des Berlin Pokals 7er Senioren Ü32 krönte Mattuschka 2019 seine aktive Spielerkarriere. Er arbeitet seitdem als Spielervermittler bei TM17.

### Als Trainer
Ab 2016 fungierte er als Co-Trainer der A-Jugend des VSG Altglienicke, bevor er am 24. April 2018 spielender Co-Trainer des Regionalliga-Nordost-Teams von Altglienicke wurde. Nach länger anhaltenden Problemen mit seiner Achillessehne gab Mattuschka am 7. Juni 2018 sein aktives Karriereende bekannt. Er blieb anschließend bis zum Ende der Saison 2023/24 Co-Trainer der ersten Mannschaft in der Regionalliga. Im November 2023 betreute er die Mannschaft interimsweise für ein Auswärtsspiel beim FC Eilenburg als Cheftrainer. Im Sommer 2024 wechselte er in die sportliche Leitung des Vereins und wird seitdem als Berater des Managements geführt.

### Erfolge
- Aufstieg in die Regionalliga Nord 2006 mit Union Berlin
- Qualifikation für die 3. Liga 2008 mit Union Berlin
- Aufstieg in die 2. Bundesliga 2009 mit Union Berlin
- Berlin Pokal 2019 mit VSG Altglienicke 7er Senioren Ü32

## TV-Experte
Seit 2019 ist Mattuschka als TV-Experte der 2. Bundesliga für Sky im Einsatz. Seit der Saison 2021/22 begleitet er zudem als Co-Kommentator die Samstagabendspiele um 20.30 Uhr.

## Gastronom
Mattuschka, selbst Enkel von Kneipiers, übernahm mit anderen Teilhabern 2021 die ehemalige Union-Berlin-Fankneipe Coe in Berlin-Köpenick und wurde Namensgeber, als die Kneipe komplett saniert im Oktober 2021 unter den neuen Namen Tusches Kick & Rush 17 wieder eröffnete. Die Nummer 17 war Mattuschkas Rückennummer beim 1. FC Union Berlin.